# Evangelische Laurentiuskirche Usingen

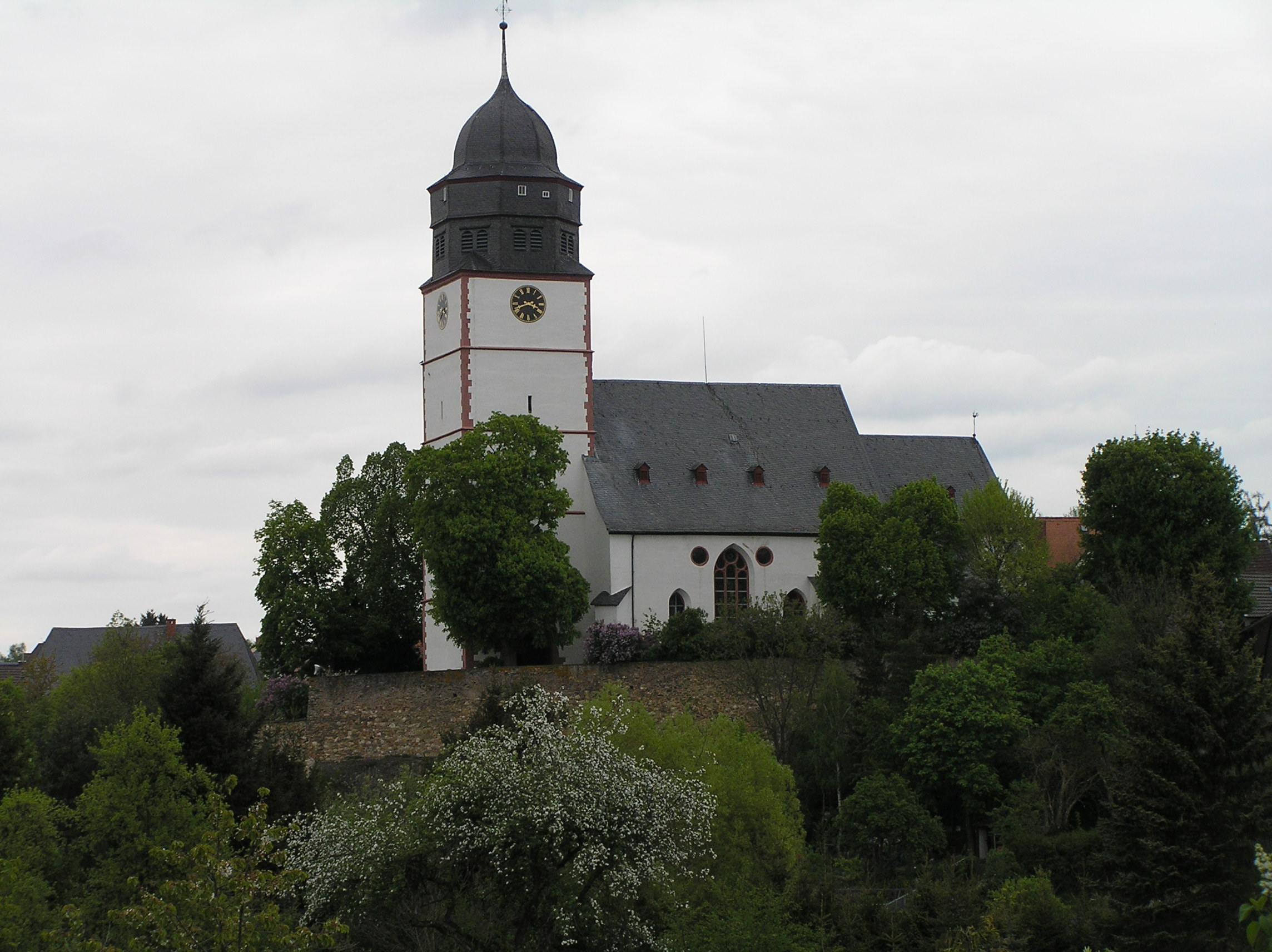
Laurentiuskirche in Usingen

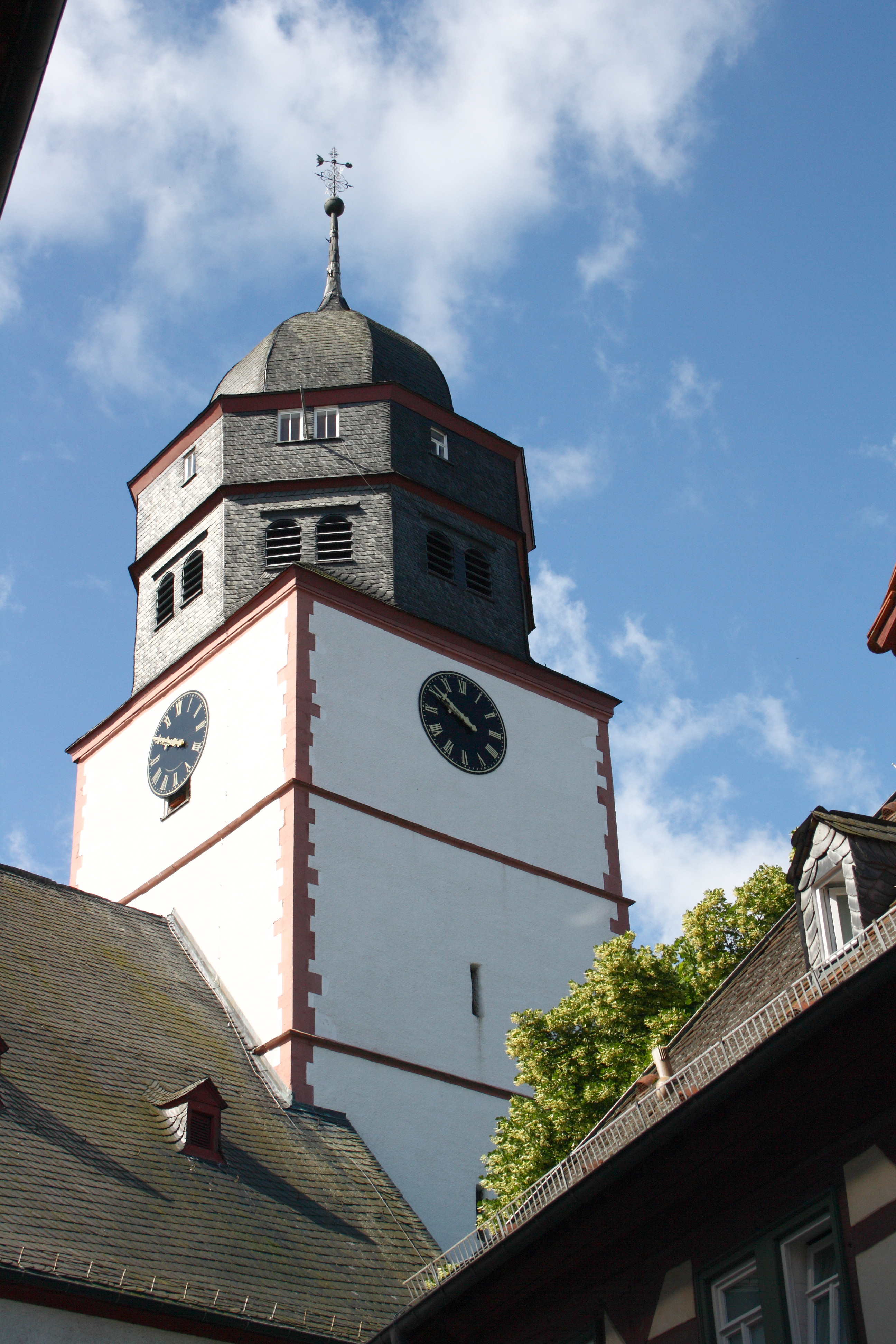
Turm

Die Evangelische Laurentiuskirche in Usingen, einer Stadt im Hochtaunuskreis in Hessen, wurde ursprünglich Ende des 15. bis Anfang des 16. Jahrhunderts errichtet. Die Kirche an der Kirchgasse ist ein geschütztes Baudenkmal. Die Kirchengemeinde gehört zum Dekanat Hochtaunus der Propstei Rhein-Main der Evangelischen Kirche in Hessen und Nassau.

## Geschichte
1475 bis 1518 wurde am südwestlichen Stadtrand die dem hl. Laurentius geweihte Kirche errichtet. Sie brannte 1635 zum Teil nieder und wurde 1651 bis 1658 von dem Hanauer Baumeister August Rumpf wiederaufgebaut.

## Architektur
Die im Kern spätgotische dreischiffige Hallenkirche besitzt einen zweijochigen Chor, der dreiseitig abschließt. Der verputzte Bau wird durch sichtbare Eckquader und Gesimse gegliedert. Der Chor wird von Strebepfeilern gestützt, die Sakristei ist im Süden des Chores angebaut.
Der fünfgeschossige Westturm wurde 1490 von Hans Koltern begonnen. Er schließt mit einer verschieferten achtseitigen Glockenstube mit Türmerwohnung und einer Haube ab. In der ursprünglich offenen Turmhalle befindet sich ein Portal. Das erste Obergeschoss, ehemals eine Kapelle, ist flach gedeckt und besitzt im Westen ein Maßwerkfenster und im Osten ein Spitzbogenfenster.

## Ausstattung

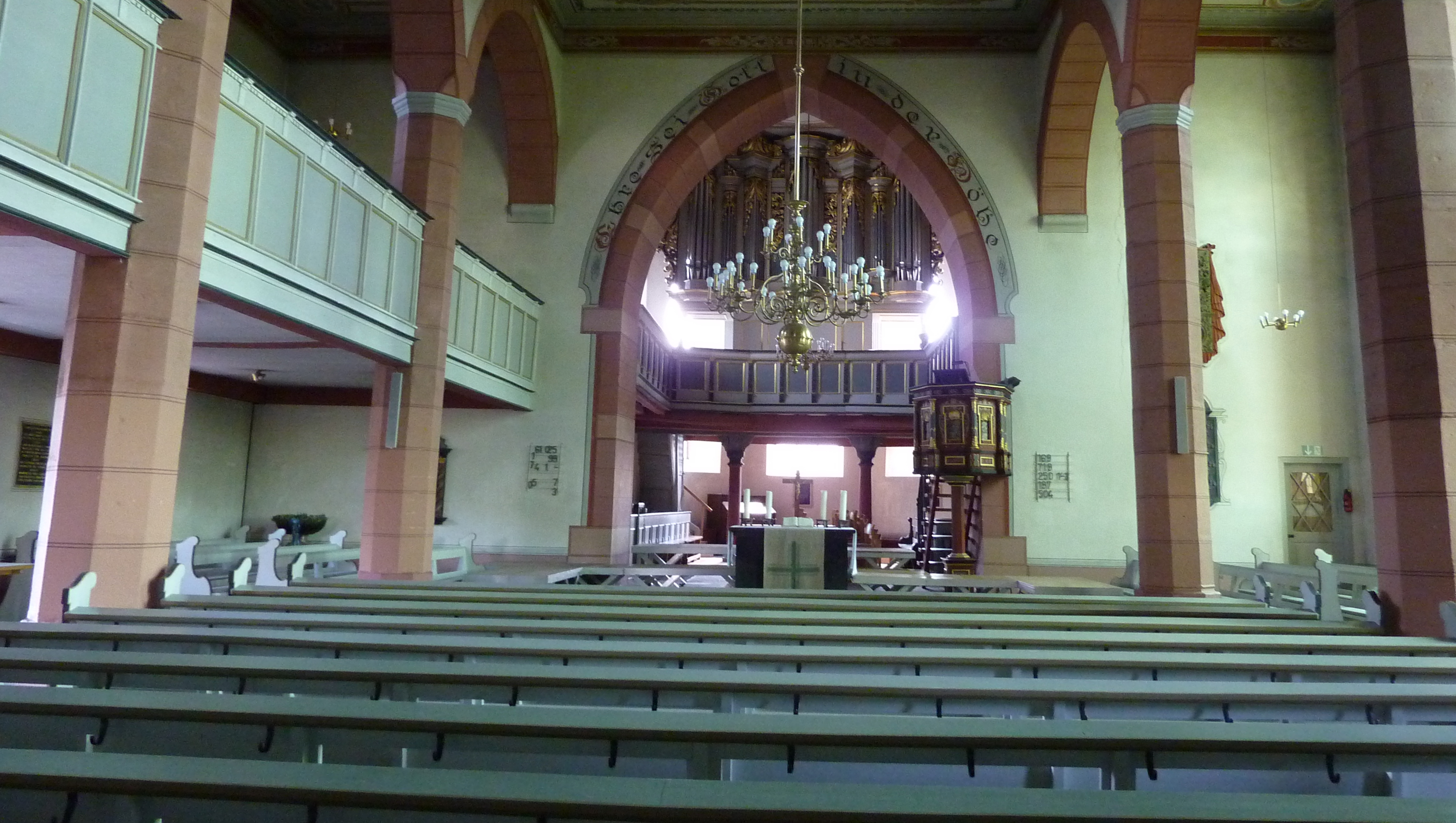
Innenansicht mit Orgel und Empore

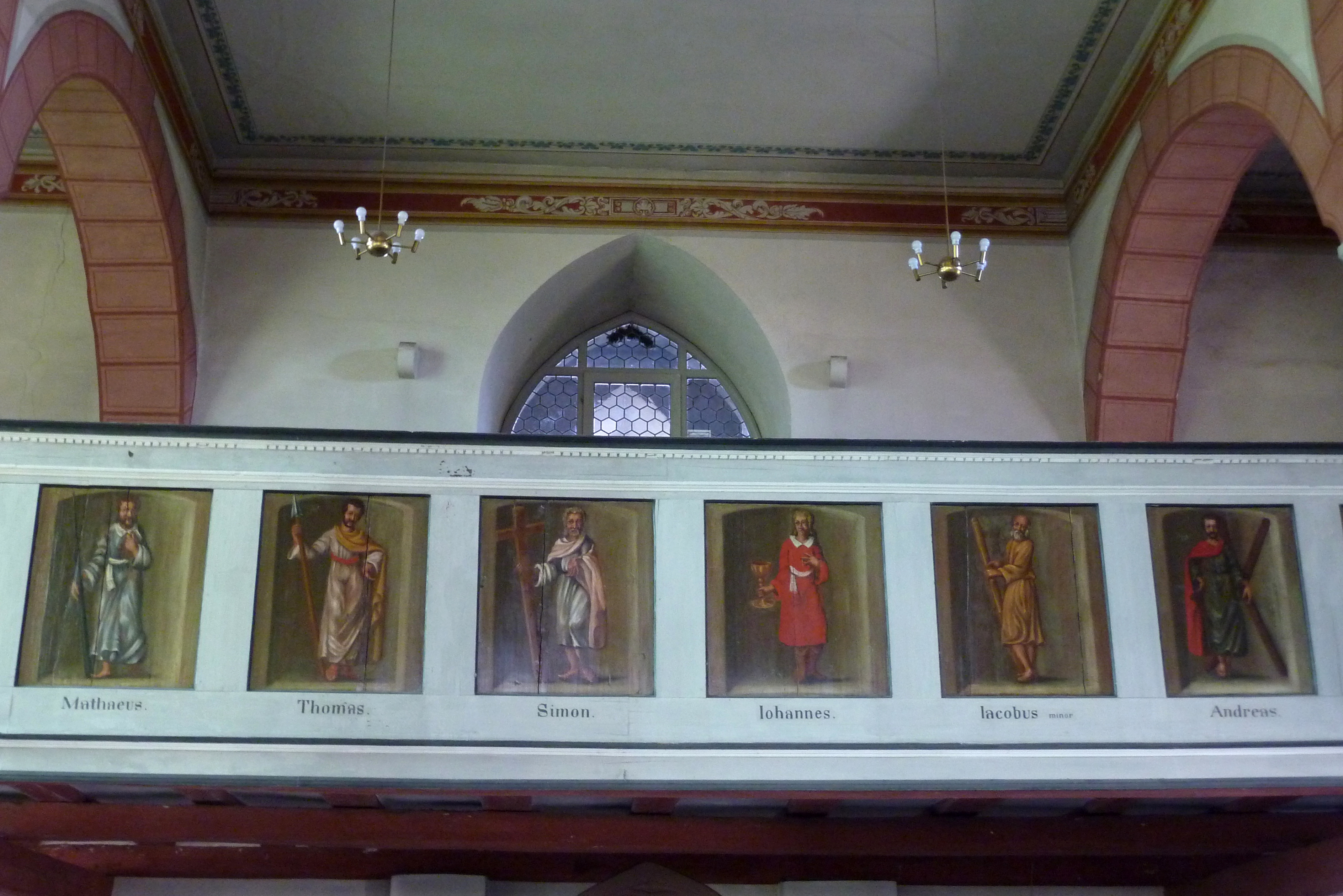
Westempore mit Aposteldarstellung

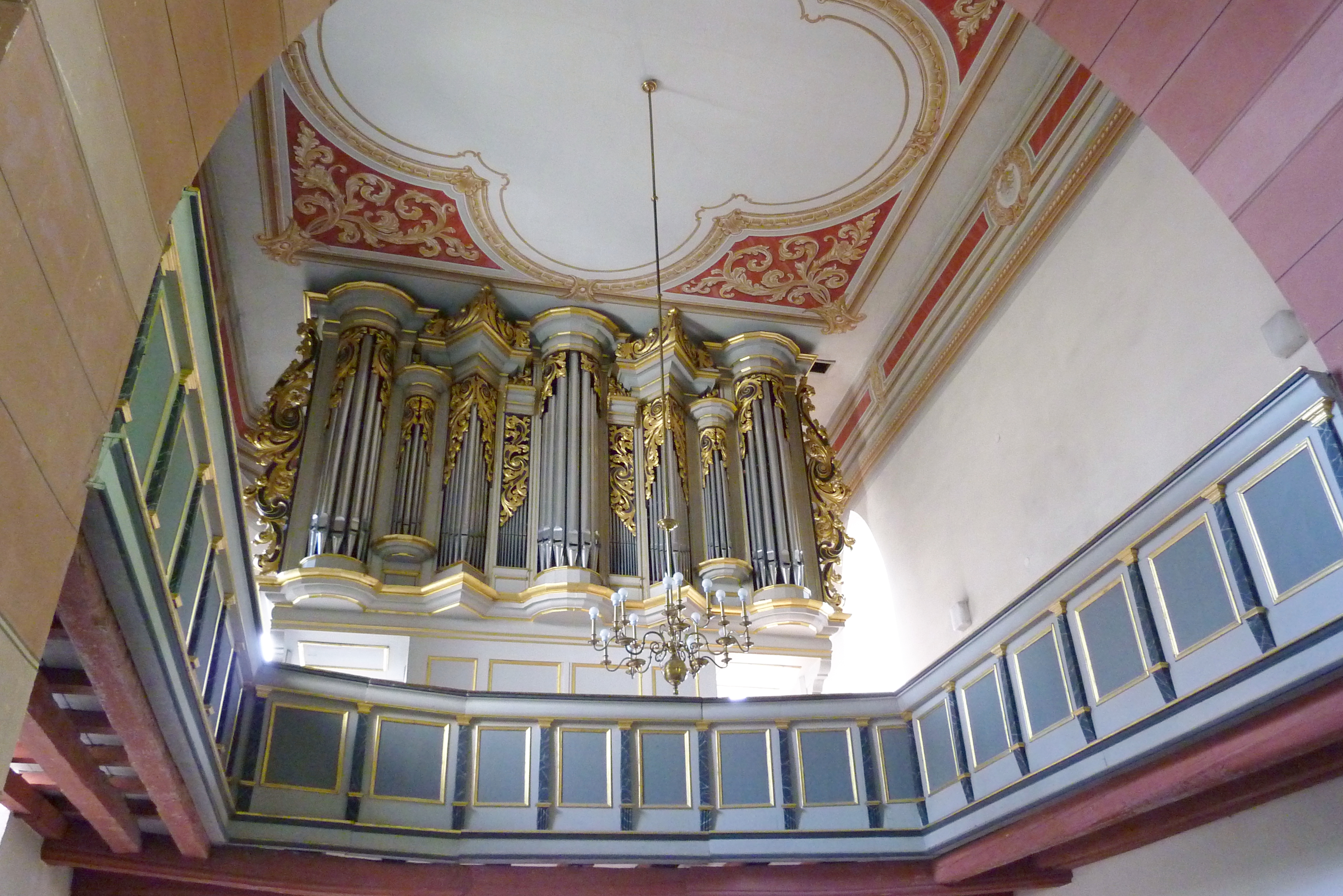
Orgelprospekt

Im Inneren ist die Kirche flachgedeckt, nur in der Sakristei ist noch das ursprüngliche Gewölbe erhalten. Die Emporen stammen aus dem 17./18. Jahrhundert, die Westempore ist mit Bildern der Apostel dekoriert. 1900/01 wurden die südlichen Fenster neugotisch vergrößert und mit Bleiglasfenstern aus der Werkstatt von Wilhelm Franke aus Naumburg an der Saale versehen.
In der Kirche befinden sich drei Epitaphe aus dem Ende des 17. Jahrhunderts. An der Südseite sind Grabsteine angebracht, von denen vor allem die für Carl von Stockheim († 1551) und Reinhard von Schletten († 1609) gut erhalten sind.

## Orgel
Erste Orgel ist für das Jahr 1614 bezeugt. Sie verfügte über acht Register auf einem Manual. Als Erbauer wird Georg Wagner aus Lich vermutet. Sein Sohn Georg Henrich Wagner errichtete 1664 ein neues Orgelwerk mit derselben Registerzahl, das 1670 umgesetzt und umgebaut wurde. Johann Nikolaus Schäfer aus Hanau ersetzte dieses Instrument 1717/1718 durch eine Orgel mit zehn Register im Manual und vier im Pedal. Der neunachsige Prospekt in weißer Fassung mit vergoldeten Profilen in den Kranzgesimsen und geschnitzten und vergoldeten Blindflügeln und Schleierbrettern ist bis heute erhalten. Gustav Raßmann erweiterte die Orgel 1881 um ein schwellbares Oberwerk auf insgesamt 20 Register. 1971/72 erfolgte durch den Orgelbauer Günter Hardt aus Möttau ein Neubau mit 31 Registern unter Einbeziehung einiger Register der Vorgängerorgel und des barocken Prospektes. Die heutige Orgel verfügt über 31 Register auf zwei Manualen und Pedal. Die Trakturen sind mechanisch ausgeführt. Die Disposition lautet wie folgt:
| I Hauptwerk C–g3 |       |
| Bordun           | 16′   |
| Prinzipal        | 8′    |
| Gedackt          | 8′    |
| Gambe            | 8′    |
| Oktave           | 4′    |
| Hohlflöte        | 4′    |
| Quinte           | 2 ⁄3′ |
| Oktave           | 2′    |
| Mixtur IV–V      | 2′    |
| Cornett D        |       |
| Trompete         | 8′    |
| Tremulant        |       |

| II Schwellwerk C–g3 |    |
| Holzprinzipal       | 8′ |
| Gedackt             | 8′ |
| Prinzipal           | 4′ |
| Koppelflöte         | 4′ |
| Salizional          | 4′ |
| Oktave              | 2′ |
| Blockflöte          | 2′ |
| Scharf IV           | 1′ |
| Terzian II          |    |
| Krummhorn           | 8′ |
| Tremulant           |    |

| Pedal C–f1   |         |
| Prinzipal    | 16′     |
| Subbass      | 16′     |
| Quinte       | 10 2⁄3′ |
| Oktave       | 8′      |
| Gedackt      | 8′      |
| Metallflöte  | 4′      |
| Mixtur IV    | 2 ⁄3′   |
| Basszink III |         |
| Posaune      | 16′     |
| Trompete     | 8′      |

- Koppeln: II/I, I/P, II/P

## Fürstengruft
Ab 1736 entstand unter der Sakristei eine Fürstengruft als Grablege der Fürsten von Nassau-Usingen. 1775 wurde eine neue Gruft östlich an die Sakristei angebaut, in der sich 14 Särge befinden. Dies sind
| Name                                         | Lebensdaten       | Anmerkung |
| -------------------------------------------- | ----------------- | --- |
| Fürst Karl                                   | 1712–1775         | |
| Prinz Friedrich Wilhelm                      | 1780–1780         | Sohn von Fürst Friedrich August, starb als Säugling |
| Prinzessin Hedwig Henriette                  | 1714–1786         | Kanonissin im Stift Herford, Tochter von Fürst Wilhelm Heinrich |
| Prinz Friedrich Karl                         | 1787–1787         | Sohn von Fürst Friedrich August, starb als Säugling |
| Prinz Johann Adolf                           | 1740–1793         | preußischer Generalleutnant |
| Fürst Karl Wilhelm                           | 1735–1803         | |
| Fürstin Auguste zu Anhalt                    | † 21. Januar 1733 | 1808 aus der Gruft der reformierten Kirche hierher überführt |
| Fürstin Karoline Felicitas                   | 1734–1810         | |
| Prinzessin Luise Marie                       | 1782–1812         | Tochter von Fürst Friedrich August |
| Herzog Friedrich August                      | 1738–1816         | |
| Luise von Waldeck                            | 1751–1817         | |
| Fürstin Karoline Friederike zu Anhalt-Köthen | 1777–1828         | |
| Prinzessin Friederike Victoria               | 1784–1822         | Tochter von Herzog Friedrich August |
| Prinzessin Augusta                           | 1778–1846         | ⚭ (I.) 2. August 1804 mit Landgraf Ludwig von Hessen-Homburg (* 29. August 1770; † 19. Januar 1839), geschieden 1805; ⚭ (II.) 7. September 1807 Friedrich Wilhelm von Bismarck (* 28. Juli 1783; † 18. Juni 1860) |

Bundesweites Aufsehen erregte die Umbettung von Fürst Ludwig (Nassau-Saarbrücken) am 23. November 1995 in die Schlosskirche in Saarbrücken.

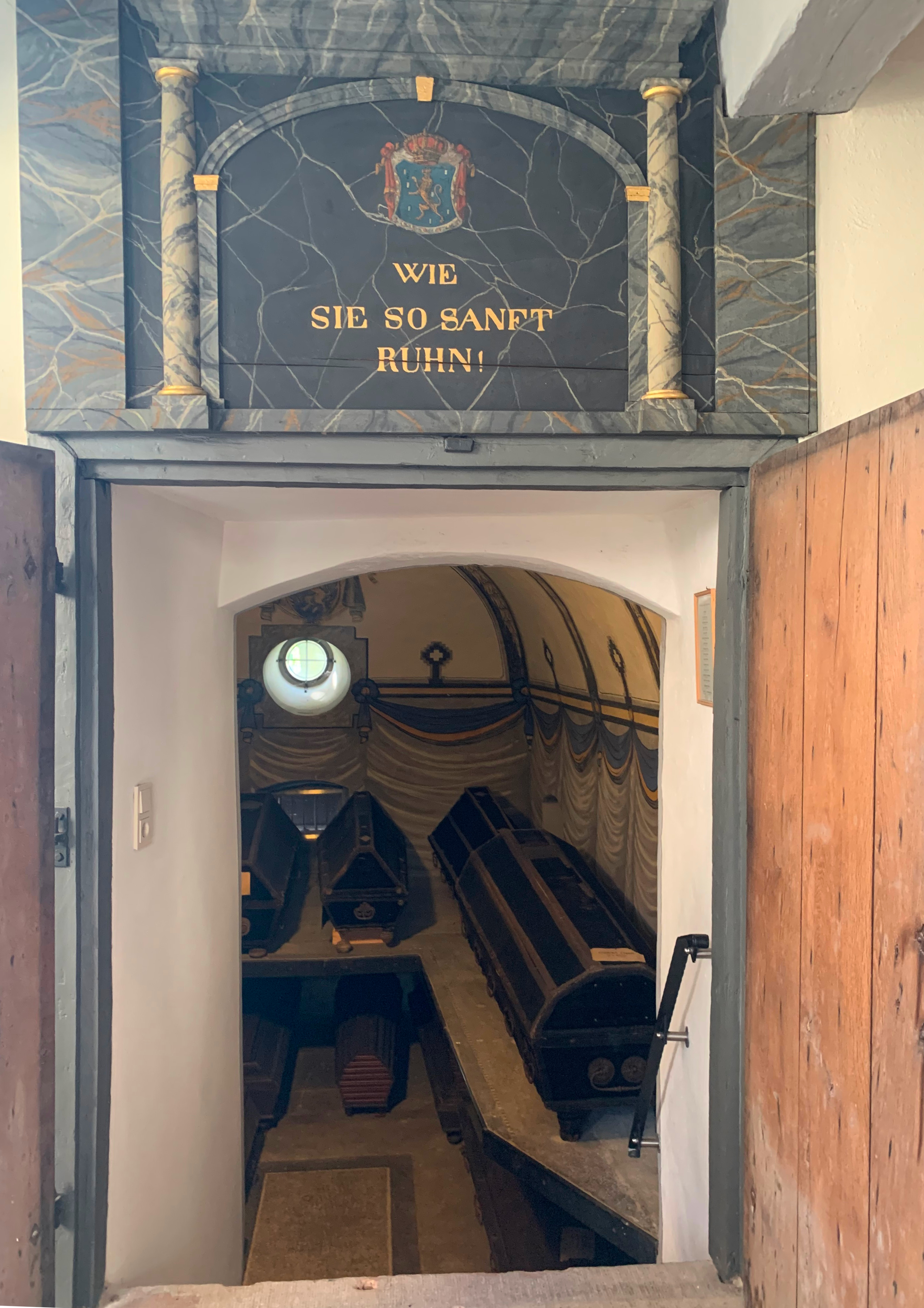
Eingang zur Fürstengruft
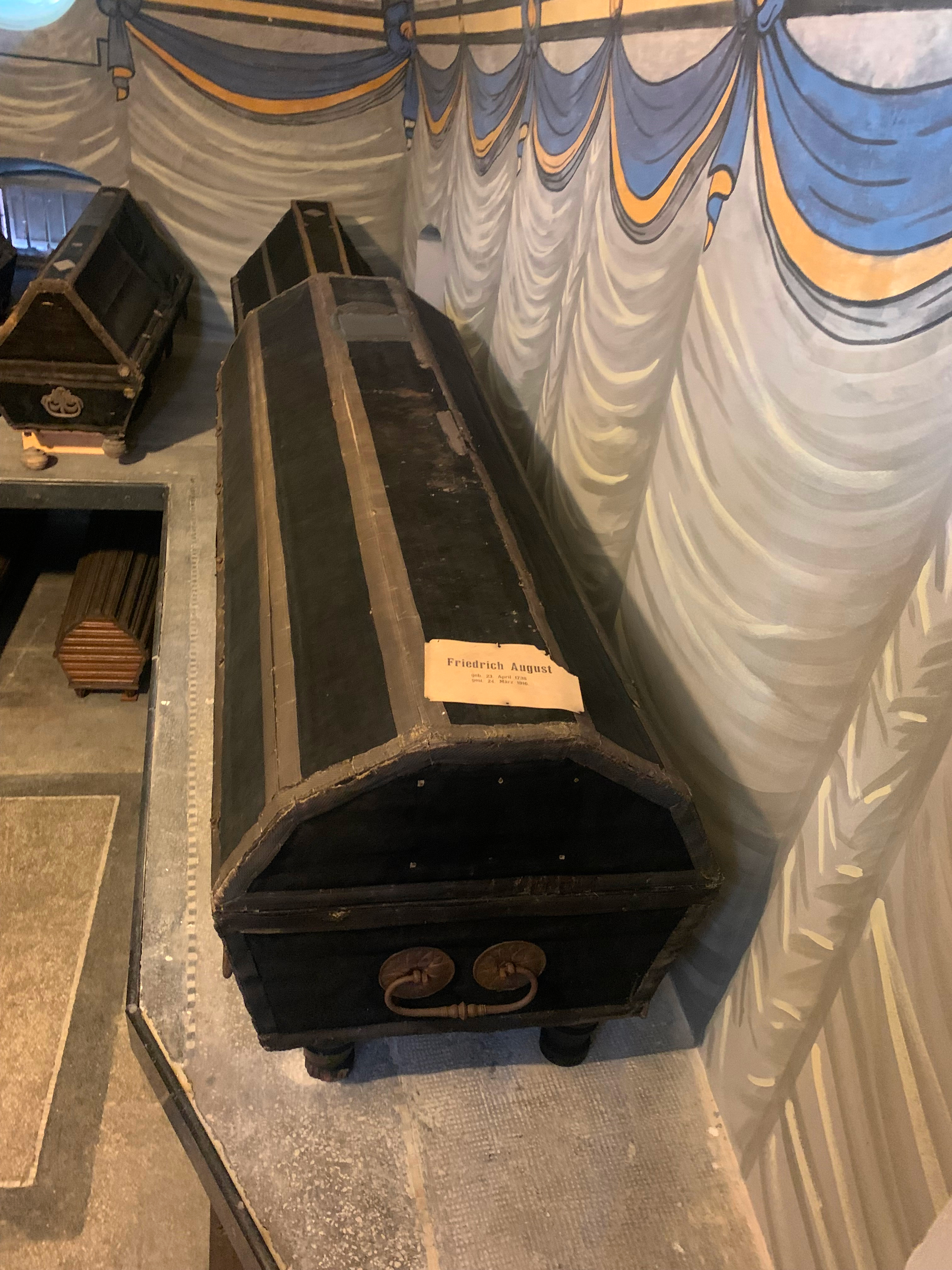
Sarg von Friedrich August
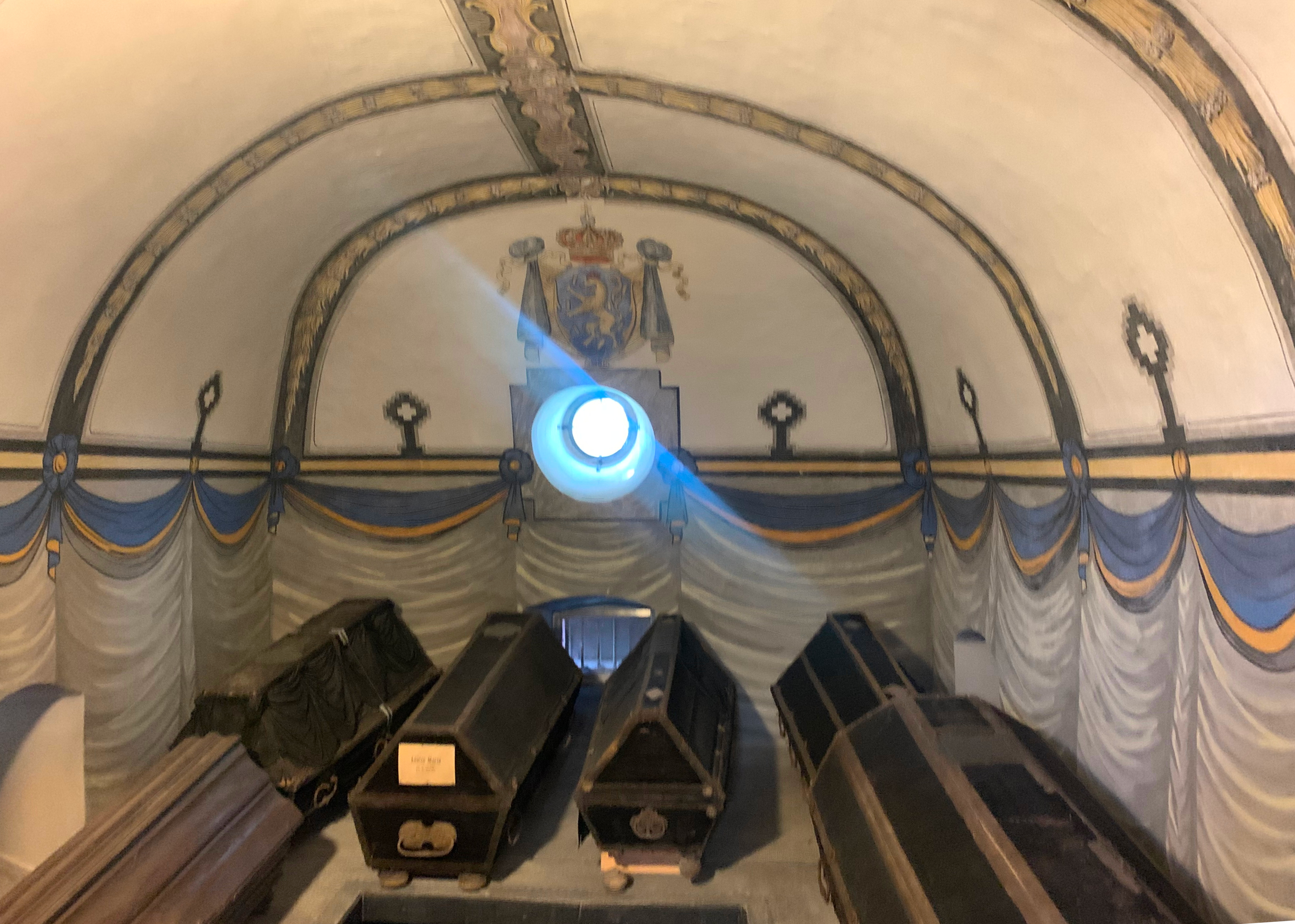
Totale

## Glocken
Im ab 1490 erbauten Kirchturm hingen ursprünglich drei Glocken. Im Jahr 1565 war Thomas Pauli („der Ältere“) Glöckner, der erste Glöckner, der namentlich bekannt ist. 1629 wurde eine Glocke ausgetauscht. Da während des Dreißigjährigen Krieges der Transport risikoreich war, wurde diese direkt in Usingen gegossen. Die Kosten hierfür betrugen 81 Reichstalern (= 135 Gulden). Im Stadtbrand von Usingen 1635 wurde die Kirche stark beschädigt und die Glocken zerstört.
Nach dem Wiederaufbau 1667 wurde eine im Feuer zerborstene Glocke nach Frankfurt zum Umgießen in eine neue Glocke gebracht und für 238 Reichstaler eine größere, gebrauchte, Glocke erworben. 1690 wurde ein neues, dreistimmiges Geläut in der Glockengießerei von Dillmann Schmidt in Asslar erworben. Das Geläut im Gewicht von 31 Zentner war auf jeder Vorderseite eine von Blumen umgebene, sitzende Frauengestalt und darüber die Zahl 1690 dargestellt. Das Geläut bestand aus
- Glocke 1: Größter Durchmesser 1,00 m – Gewicht 622 kg – Ton gis ’ „Ich ruf zur Kirch und klag zum Grab. O Mensch, deine große Sunde leg ab.“ In Gottes namen flos ich. Dilman Schmid von Aslar gos mich 1690.
- Glocke 2: Größter Durchmesser 0,81 m – Gewicht 310 kg – Ton h ’ „Die Sunder schreck ich, die schlafenden weck ich. die dotten bewein ich, des jüngsten Gerichts erinre ich.“ In Gottes namen... (weiter wie oben) “Omnia cum deo, nihil sine eo.” (d. h. alles mit Gott, nichts ohne diesen)
- Glocke 3: Größter Durchmesser 0,71 m – Gewicht 217,5 kg – Ton cis ’’ „Usinger gebet glocke. In Gottes namen...“ (weiter wie oben)

Diese Glocken überstanden den Stadtbrand von Usingen 1692. Die mittlere Glocke musste 1899 ausgetauscht werden, da sie einen Sprung bekommen hatte. Die Glockengießerei Rincker lieferte die neue Glocke mit einem Gewicht von rund 311 kg, dem gleichen Ton h ’ und der Aufschrift: „Unser Glaube ist der Sieg, der die Welt überwunden hat“ (I. Joh. 5,4). Gegossen zu Sinn 1899. Von F. W. Rincker. für den Preis von 720 Mark.
Im Jahr 1917 mussten im Ersten Weltkrieg Glocken abgeliefert werden. So wurden die mittlere und die kleine Glocke des
evangelischen Kirchturmes abgegeben und eingeschmolzen.
Im Jahr 1920 wurden von der Firma Rincker 3 neuen Bronzeglocken geliefert. Die Texte und Daten der Glocken lauteten jetzt:
- Glocke 2 Größter Durchmesser 1,00 m – Gewicht 622 kg – Ton gis ’ „Ich ruf zur Kirch...“ (weiter wie oben)
- Glocke 1 Größter Durchmesser 1,16 m – Gewicht 880 kg – Ton e ’ „Unser Glaube ist der Sieg, der die Welt überwunden hat“
- Glocke 3 Größter Durchmesser 0,77 m – Gewicht 260 kg – Ton h ’ „Hoffnung läßt nicht zuschanden werden“
- Glocke 4: größter Durchmesser 0,68 m – Gewicht 190 kg – Ton cis ’’ „Lasset die Kindlein zu mir kommen“

Die Kosten betrugen rund 35.000 Mark.
1941 wurden die Glocken erneut eingeschmolzen. Einzig die alte Glocke von 1690 blieb zunächst verschont. Diese stürzte am Kriegsende nach einem leichten Artillerieangriffes der amerikanischen Truppen zu Boden, ohne zerstört zu werden, war aber beschädigt. Sie wurde 1952 in Zahlung gegeben und eingeschmolzen, um das heutige Geläut zu finanzieren. Diese Glocken waren im Gegensatz zu den früheren Bronzeglocken aus Stahl und kosteten rund 10.000 DM. Die Inschriften lauten nun:
- Glocke 1: Größter Durchmesser 1,26 m – Gewicht 755 kg – Ton: f ’ „Ich rufe die Gläubigen unter das Wort“
- Glocke 2: Größter Durchmesser 1,05 m – Gewicht 440 kg – Ton: as ’ „Ich töne zur Einkehr und Betenszeit“
- Glocke 3: Größter Durchmesser 0,92 m – Gewicht 293 kg – Ton: b ’ „Ich wecke zu Tagwerk und liebendem Dienst“
- Glocke 4: Größter Durchmesser 0,78 m – Gewicht 184 kg – Ton: des ’’ „Ich gebe zur Heimkehr das letzte Geleit“[3]

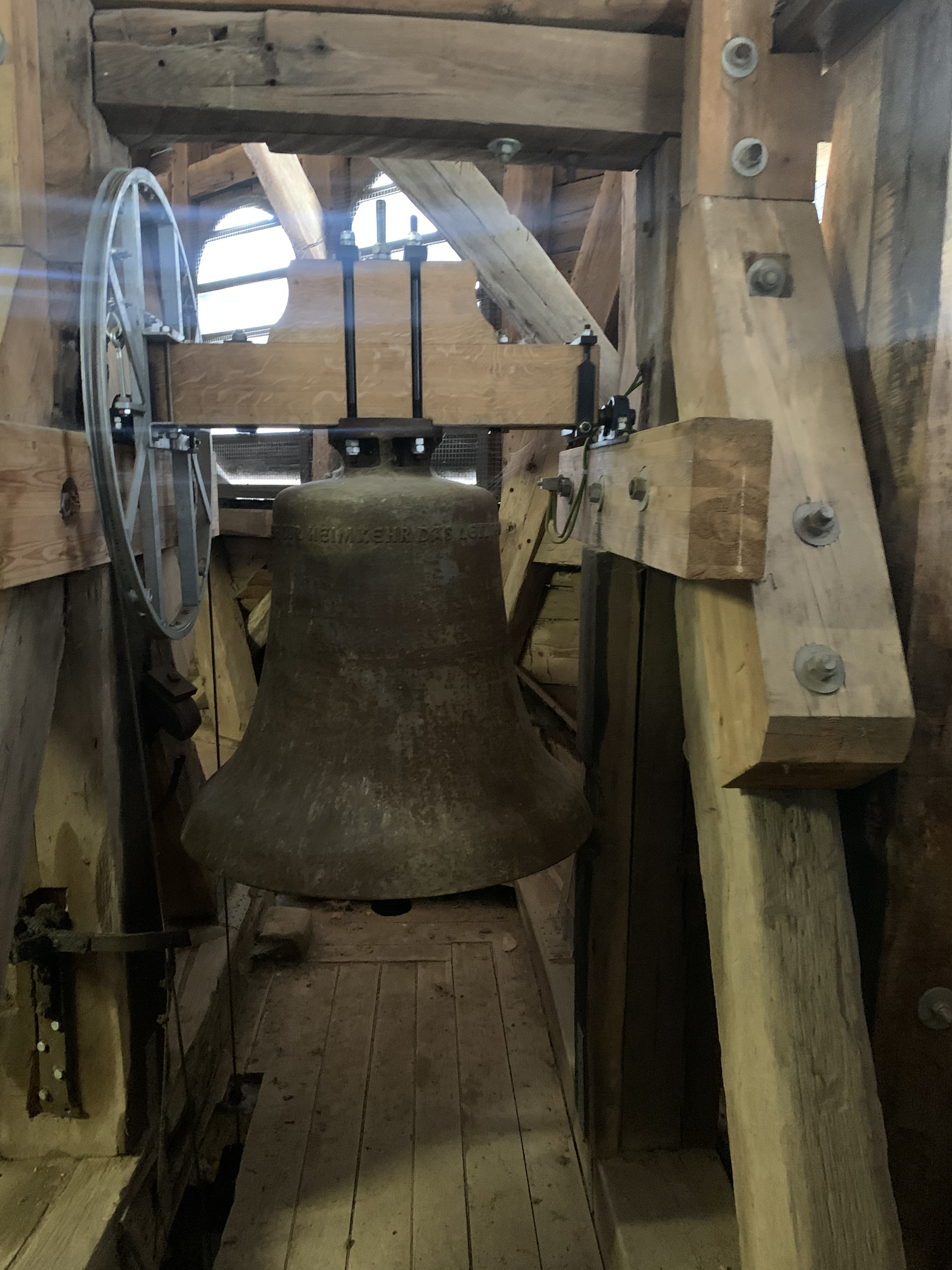
„Ich gebe zur Heimkehr das letzte Geleit“
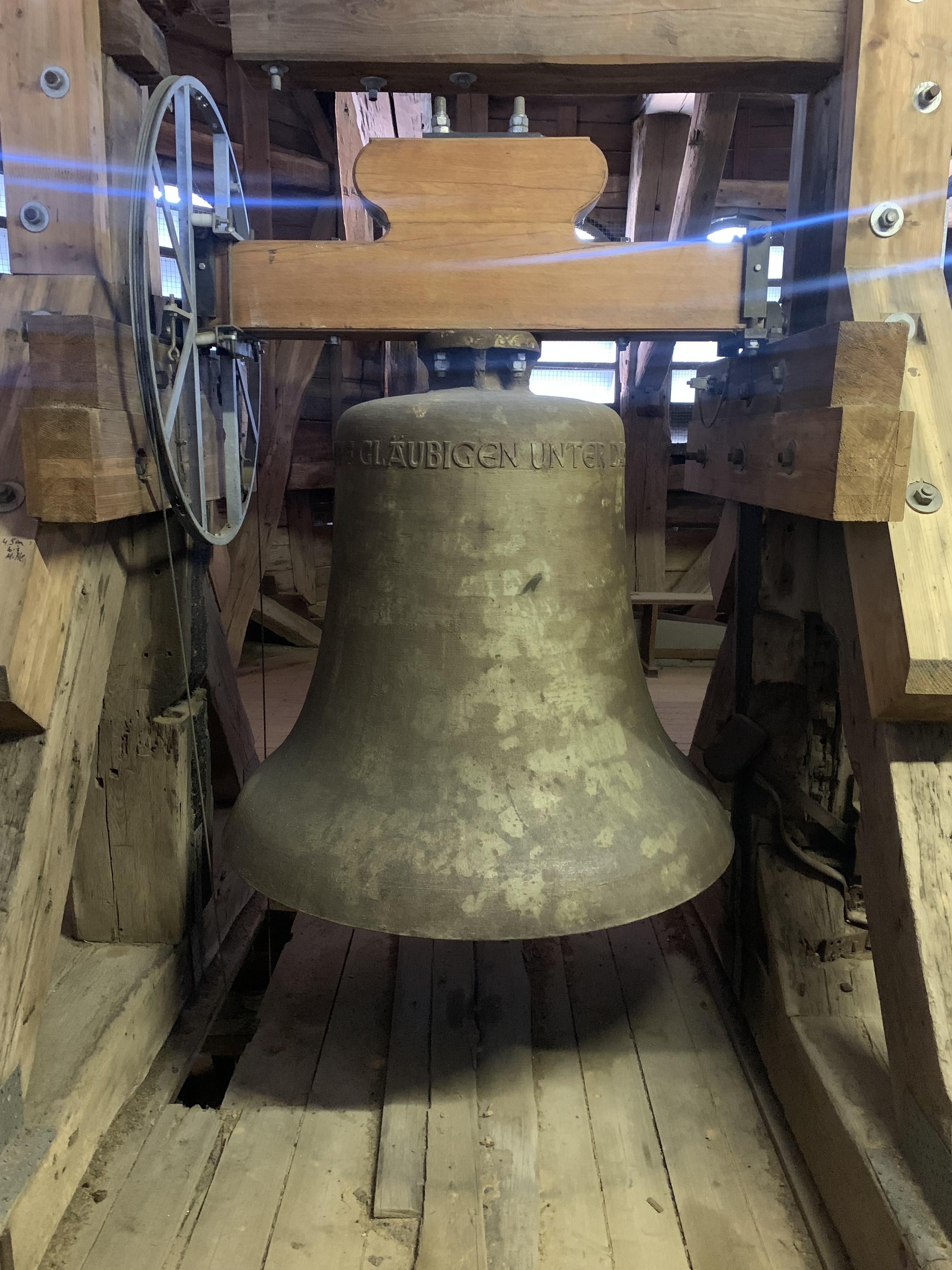
„Ich rufe die Gläubigen unter das Wort“
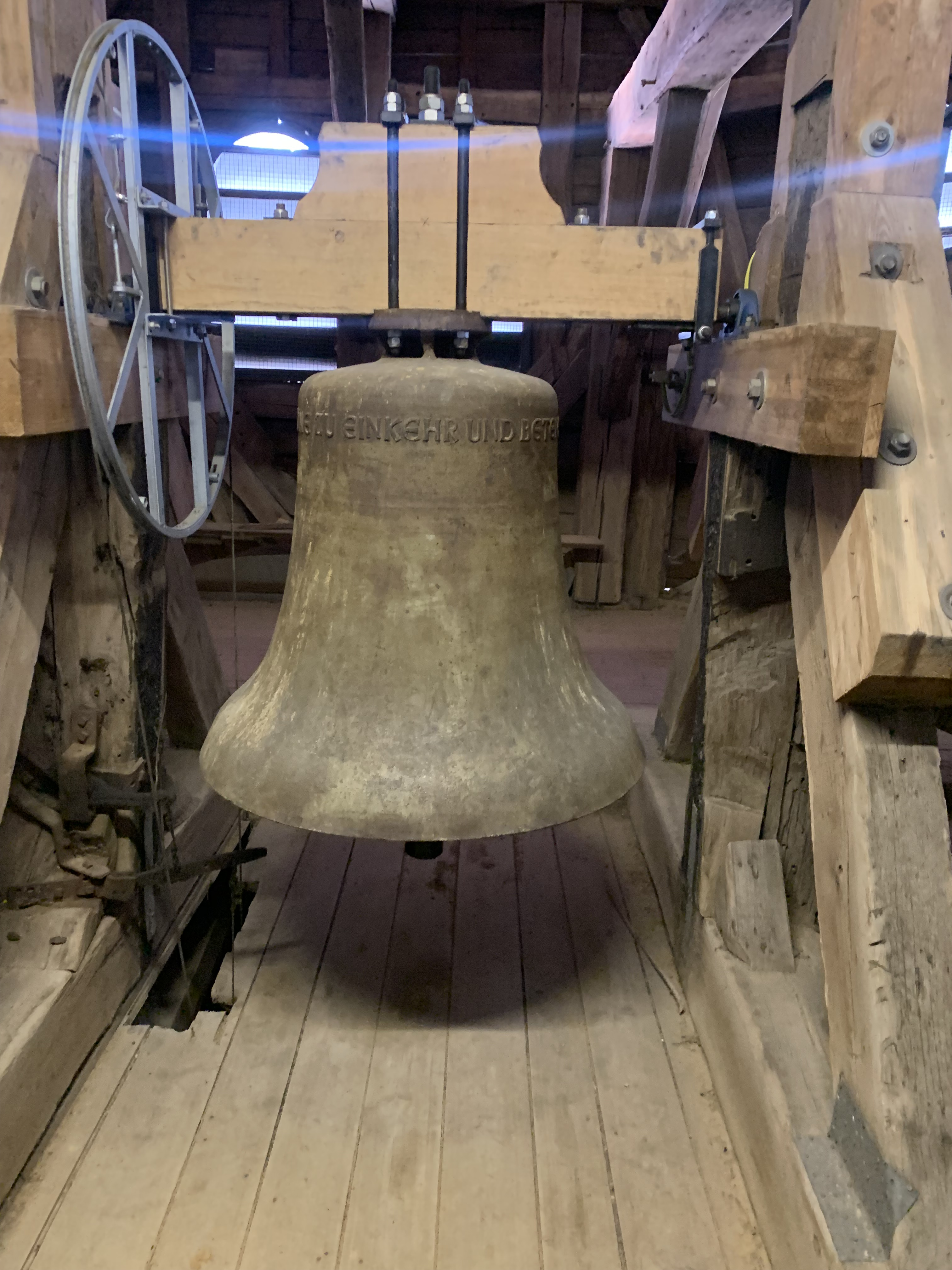
„Ich töne zur Einkehr und Betenszeit“
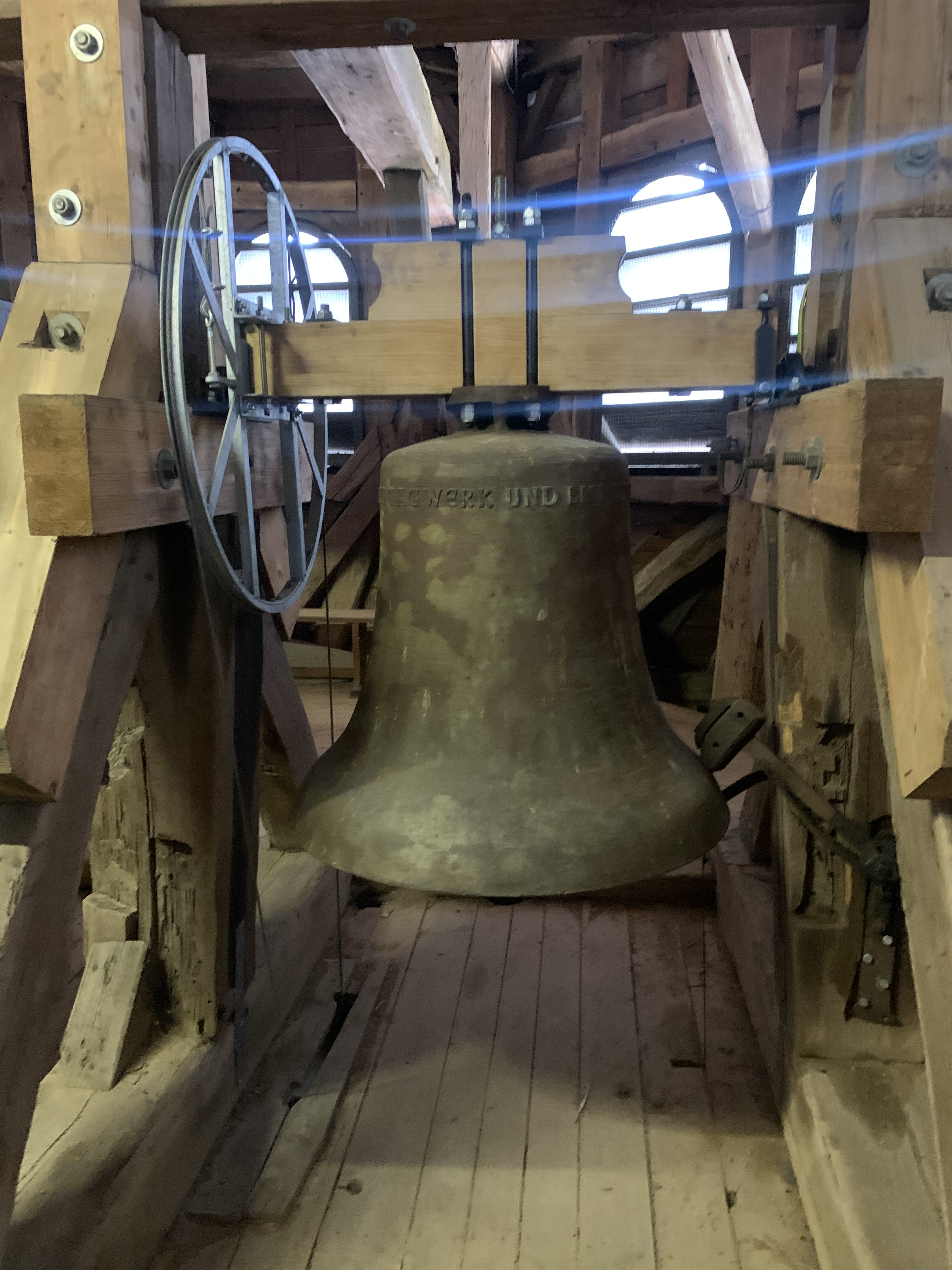
„Ich wecke zu Tagwerk und liebendem Dienst“
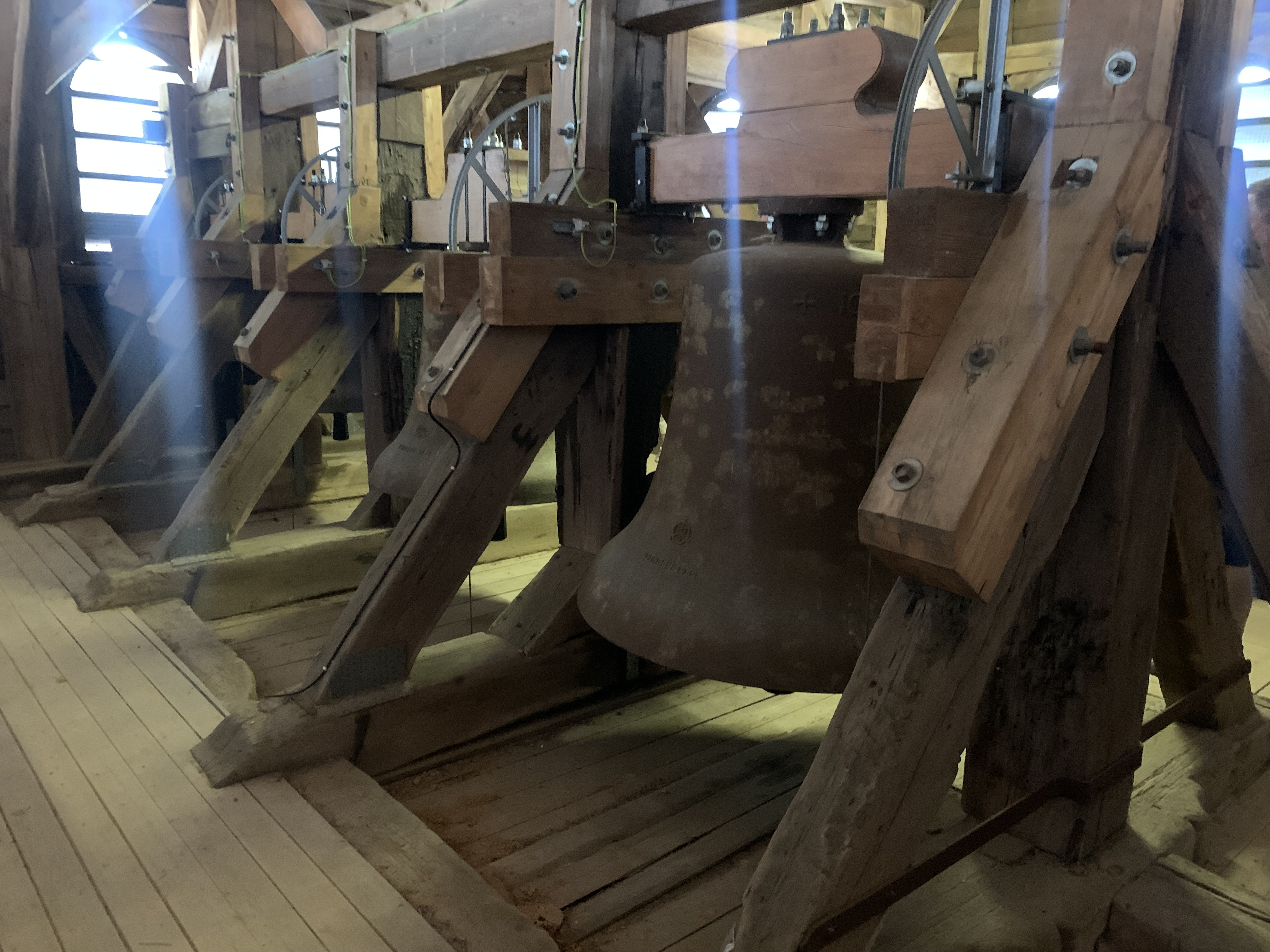
Glockenstuhl

## Kriegstotengedenken
In der Kirche erinnern drei Tafeln an Kriegstote aus Usingen. Die älteste ist die Gedächtnistafel für die 14 in der Schlacht bei Waterloo gefallenen Soldaten aus dem Amt Usingen. Die zweite Gedächtnistafel an der Südseite der Kirche erinnert an die 5 Soldaten aus Usingen, die im Deutsch-Französischen Krieg starben. An der Nordseite der Kirche oberhalb des Aufgangs zur Empore befindet sich die größte Tafel mit den Namen der Gefallenen des Ersten Weltkriegs.

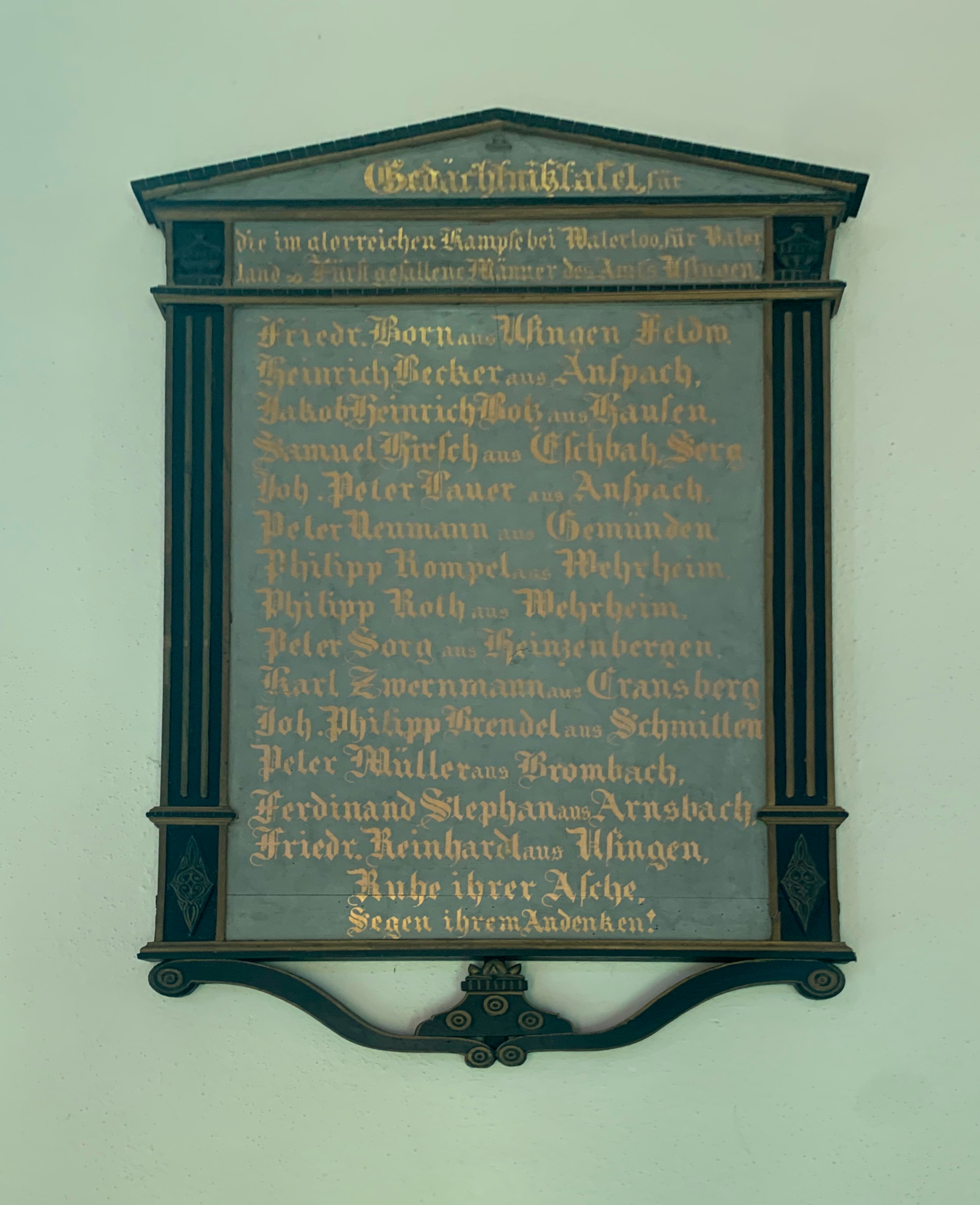
Gedächtnistafel Waterloo
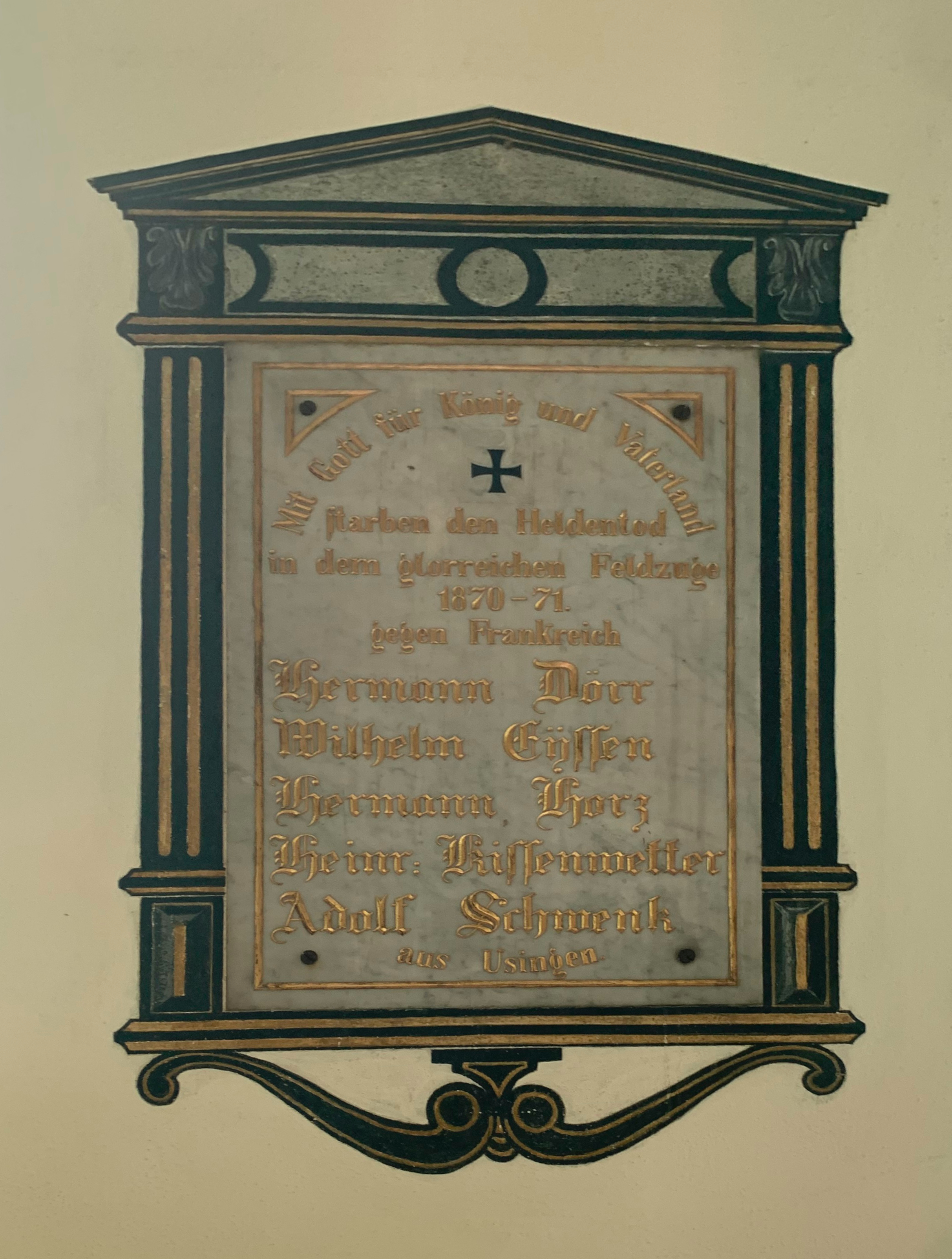
Gedächtnistafel Deutsch-Französischer Krieg
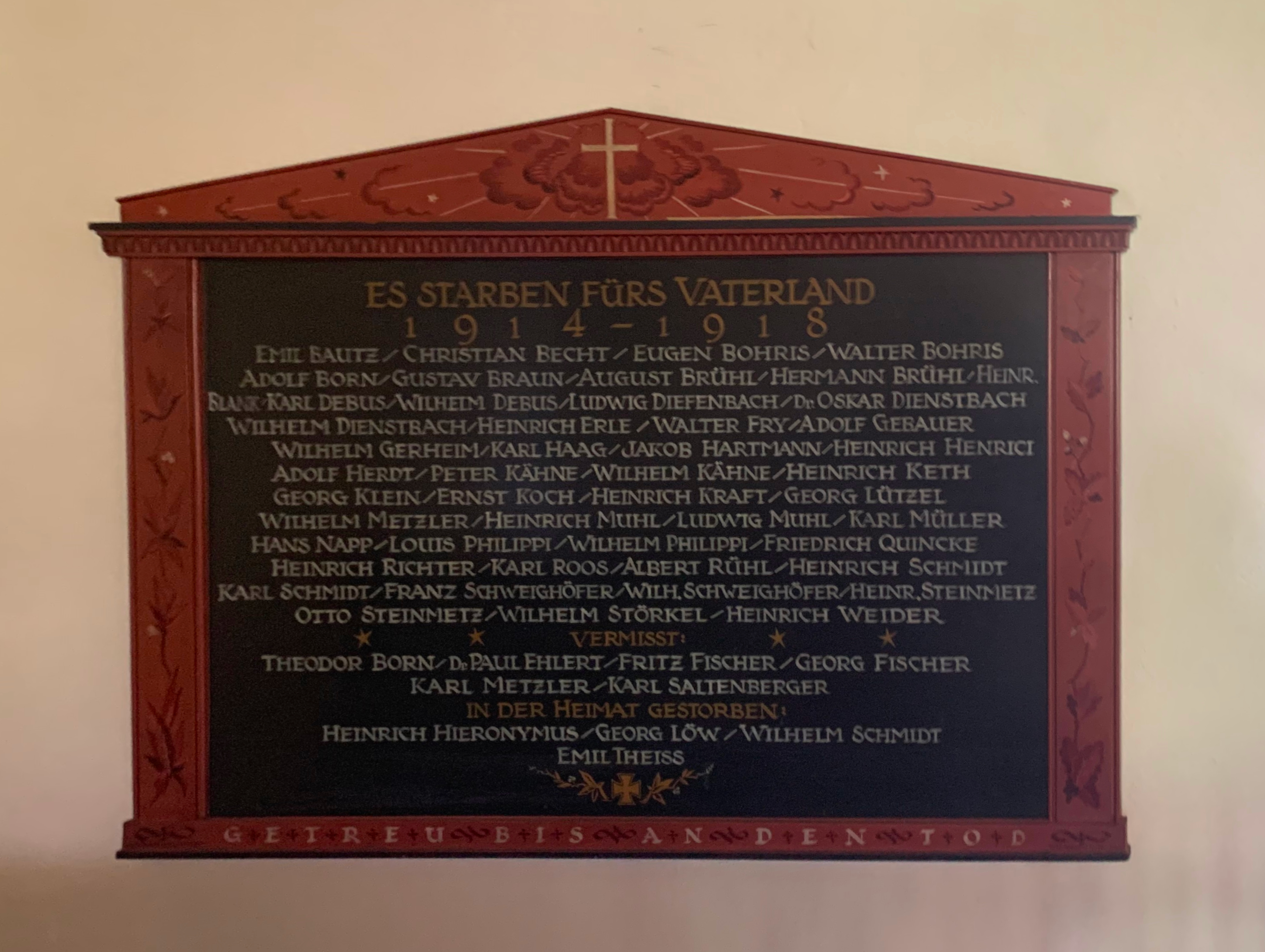
Gedächtnistafel WK I

## Pfarrer
- Conrad Marsilius Wenck wurde 1623 Rektor der Lateinschule, 1635 Pfarrer und 1661 auch Inspektor in Usingen[4]
- Carl Ludwig Schmidt war 1753–1756 1. Pfarrer und Inspektor in Usingen (Inspector Dioecesis Usingensis)[5]
- Jacob Ludwig Schellenberg war 1765 bis 1777 Pfarrer in Usingen, ab 1773 zugleich Leiter der Lateinschule in Usingen[6]
- Karl Philipp Georg Daniel Wilhelm Spieß wurde 1815 Pfarrer und 1852 Dekan in Usingen[7]
- Wilhelm Senfft war 1829–1830 zweiter Pfarrer und 1830–1859 1. Pfarrer und Dekan in Usingen
- Heinrich Schellenberg war 1842–1854 Pfarrer in Usingen[8]